# 池田謙三 (冶金学者)
池田 謙三（いけだ けんぞう、1882年9月20日 - 1953年11月9日）は、日本の冶金学者で鉱山技術者。前半生は藤田組（現・DOWAホールディングス）で製錬技術改良を手がけ、学術に転じた後半生は秋田鉱山専門学校 (旧制)校長を務めた後、同校を母体とした秋田大学の事実上の初代学長となった。

## 来歴
現在の秋田市南通亀の町（旧中亀ノ町）に生まれる。父の孫一は県内の田子内鉱山の経営者となる。孫一は元は仙北郡の出身で、謙三が生まれた年に秋田に出て企業の経営に加わり、1886年に田子内鉱山の運営を始めた。
秋田師範附属小学校（現・秋田大学教育文化学部附属小学校）から旧制秋田県立秋田中学校（現・秋田県立秋田高等学校）に進む。父に同行して田子内鉱山を訪問することもあったという。
1900年に秋田中学を卒業後、第三高等学校を経て東京帝国大学工科大学採鉱冶金学科に進んだ。
1908年に東京帝大を卒業（卒業論文は「尾去沢鉱山選鉱計画」）すると藤田組に入社、秋田県の小坂鉱山で勤務する。製錬作業の効率化のため、日本の精錬所では初となる「八時間労働・3交代制」を導入した。続いて大森鉱山（島根県）や帯江鉱山（岡山県）で勤務し、帯江鉱山時代には鉱山附属の犬島精錬所に新設された藤田組中央製錬工場の設計を担当する。1917年から1918年にかけ、社命でオーストラリアとアメリカ合衆国に出張し、鉱山技術などの習得に当たった。
帰国後は再度小坂鉱山で冶金課長に就任し、実践して成功した製錬技術をもとに母校の東京帝大に論文を提出して1922年に工学博士号を取得した。一方、激化した労働争議への対応を巡って会社側から責任追及を受け、1923年9月に小坂鉱山から大阪市の本社に転勤となった。1925年からは東北帝国大学で銅冶金学を担当する講師を、藤田組と兼職する形で務める。1928年9月に池田は藤田組を退職し、その後東北帝大の教授となった。1935年4月からは母校である東京帝大教授に転じる。1942年からは北海道帝国大学に新設された生産冶金学科の講師を兼務した。1943年に東京帝大を定年退職するとともに北海道帝大教授となった。さらに秋田鉱山専門学校の校長にも迎えられ、北海道帝大教授と兼任する形で就任する。
太平洋戦争後、国立新制大学設置の話が出ると池田は以前より関係者から要望のあった秋田鉱山専門学校の単科大学昇格を目指して文部省と交渉したが、「一県一国立大学」という方針は覆らず、秋田師範学校との統合により秋田大学が設置されることになった。1949年、秋田大学の開学決定後に学長事務取扱に就任して、開学にかかわる事務や行事を執り行い、1950年3月に退任する。
秋田大学を退いてからは秋田県地下資源開発委員会嘱託を務めた。また大学退任後に妻の勧めでカトリックの洗礼を受けている（洗礼名・ペトロ）。
晩年、同和鉱業が社史『七十年の回顧』を編纂する際に資料を提供した。

## 著書
- 『本邦銅鉱乾式製錬法』東京宝文館、1927年
- 『銅製錬』（上下）宝文館、1935年
- 『地宝と人生』河出書房<科学新書>、1941年
- 『人間工学 技術と人生』科学主義工業社、1941年
- 『技道』北隆館、1944年